# Aralia yunnanensis
Aralia yunnanensis är en araliaväxtart som beskrevs av Adrien René Franchet. Aralia yunnanensis ingår i släktet Aralia och familjen Araliaceae. Inga underarter finns listade.